# Niklas Aspgren
Johan Niklas Aspgren, född 24 juli 1977 i Krylbo, är en svensk speedwayförare från Avesta.
Aspgren körde för MasarnaAvesta ända fram till 2007 då han körde för Valsarna. 2008 var han tillbaks i Masarna igen. 
Niklas Aspgren blev 1994 rikslagmästare för 80 cc tillsammans med tvillingbroder Joakim samt Andreas Bergström, Patrik Björk och Dennis Blom. 1995 debuterade Niklas på 500 cc. Det året inleddes en medveten satsning där målet var Elitserien. När Masarna 1998 vann dåvarande Div 1 och tog steget upp till Elitserien var det till stor del tack vare samma förare som 94 blev lagmästare för 80 cc. Niklas är en av de "mesta" Masarna genom tiderna och har tillbringat nästan hela karriären i MasarnaAvesta eller Team DalaKraft. Under 2007 drog han dock på sig Valsarnas väst men utflykten blev bara ettårig och han är nu tillbaka i Team DalaKraft.
Främsta meriter:
Brons, Masarna, -03
Silver, Gasarna, -03 & -04
Junior NM 3:a landskamper 500 cc Lag-Silver -99, -01 & -04
Lag-SM-Guld -00
Seger i Div 1 Gasarna 